# Lukáš Magera
Lukáš Magera (ur. 17 stycznia 1983 w Ostrawie) – piłkarz czeski.

## Kariera klubowa
Magera pochodzi z Ostrawy, a karierę piłkarską rozpoczął w tamtejszym klubie Baník Ostrawa. W 2003 roku awansował do kadry pierwszej drużyny. 8 listopada 2003 zadebiutował czeskiej ekstraklasie, w zremsowanym 1:1 wyjazdowym spotkaniu ze Spartą Praga. Swoją pierwszą bramkę w lidze zdobył 29 lutego 2004 w spotkaniu z Chmelem Blšany (1:2). W tym samym roku wywalczył z Baníkiem mistrzostwo Czech, pierwsze w historii klubu. Latem po sezonie został wypożyczony do drugoligowego SK Kladno, ale po pół roku powrócił do Baníka. W 2005 roku wystąpił w wygranym 2:1 finale Pucharu Czech z 1. FC Slovácko. Do 2008 roku rozegrał 110 spotkań w barwach Baníka i strzelił 21 goli.
Latem 2008 roku Magera podpisał kontrakt z rumuńskim zespołem FC Timiszoara. Suma transferu Czecha wyniosła 1,8 miliona euro. W rumuńskiej ekstraklasie zadebiutował on 26 lipca 2008 w wyjazdowym spotkaniu z FC Argeș Pitești, zremisowanym przez Timiszoarę 1:1. W sezonie 2008/2009 był podstawowym zawodnikiem Timoszoary. Strzelił 4 gole i wywalczył wicemistrzostwo Rumunii.
Latem 2011 został piłkarzem angielskiego klubu Swindon Town F.C., skąd w 2012 został wypożyczony do rodzimego klubu Baník Ostrawa. Następnie został zawodnikiem FK Mladá Boleslav.
| Sezon   | Klub              | Kraj    | Rozgrywki         | Mecze | Bramki |
| ------- | ----------------- | ------- | ----------------- | ----- | ------ |
| 2003/04 | Baník Ostrawa     | Czechy  | 1. Gambrinus Liga | 14    | 1      |
| 2004/05 | SK Kladno         | Czechy  | 2. Liga           | 12    | 3      |
| 2004/05 | Baník Ostrawa     | Czechy  | 1. Gambrinus Liga | 13    | 3      |
| 2005/06 | Baník Ostrawa     | Czechy  | 1. Gambrinus Liga | 29    | 5      |
| 2006/07 | Baník Ostrawa     | Czechy  | 1. Gambrinus Liga | 27    | 3      |
| 2007/08 | Baník Ostrawa     | Czechy  | 1. Gambrinus Liga | 27    | 9      |
| 2008/09 | FC Timiszoara     | Rumunia | Divizia A         | 30    | 4      |
| 2009/10 | FC Timiszoara     | Rumunia | Divizia A         | 26    | 10     |
| 2010/11 | FC Timiszoara     | Rumunia | Divizia A         | 29    | 7      |
| 2011/12 | Swindon Town      | Anglia  | League Two        | 12    | 1      |
| 2011/12 | Baník Ostrawa     | Czechy  | 1. Gambrinus Liga | 13    | 3      |
| 2012/13 | FK Mladá Boleslav | Czechy  | 1. Gambrinus Liga | 18    | 6      |
| 2013/14 | FK Mladá Boleslav | Czechy  | 1. Gambrinus Liga | 14    | 4      |
| 2014/15 | FK Mladá Boleslav | Czechy  | 1. Gambrinus Liga | 28    | 4      |
| 2015/16 | FK Mladá Boleslav | Czechy  | 1. Gambrinus Liga | 28    | 14     |
| 2016/17 | FK Mladá Boleslav | Czechy  | 1. Gambrinus Liga | 21    | 4      |
| 2017/18 | FK Mladá Boleslav | Czechy  | 1. Gambrinus Liga | 21    | 3      |

## Kariera reprezentacyjna
W reprezentacji Czech Magera zadebiutował 5 czerwca 2009 roku w wygranym 1:0 towarzyskim meczu z Maltą.